# Benjamín Herrera Zuleta
Benjamín Herrera Zuleta (San Roque, Antioquia, siglo XX-?) fue un narcotraficante colombiano.
Considerado uno de los pioneros del narcotráfico en Colombia. Se le conoció como el Papa Negro de la cocaína.

## Biografía
Nació en San Roque (Antioquia). Inició como narcotraficante en los años 1970, cuando su madre una ingeniera química trabajaba en un laboratorio de refinamiento de cocaína, y con la influencia de Santiago Ocampo Zuluaga, uno de los primeros narcotraficantes de Antioquia,  estableció redes de exportación de cocaína en Chile, fue detenido en 1973 en Atlanta (Estados Unidos), de donde escapo y se estableció en Cali, donde conformó una red de distribución de la base de coca para exportarla a Estados Unidos donde era refinada, en 1975 fue nuevamente detenido y fue liberado en 1976, radicándose en  Antioquia donde trabajo para la organización de Martha María Upegui de Uribe, donde abrió rutas para la exportación de cocaína a los Estados Unidos, con base en el sur de Argentina y Chile, que eran operadas por hermanos Gilberto y Miguel Ángel Rodríguez Orejuela y por José Santacruz Londoño, y miembros de la organización Los Chemas (fundadores del Cartel de Cali), lo sustituyeron. Desapareció a principios de 1980 y algunas de sus rutas fueron heredadas por Pablo Escobar y el Cartel de Medellín. Pero siguió controlando parte de las rutas y usando la identidad de un mexicano asesinado. Fue detenido en Miami en 1987. Anteriormente había sido detenido en 6 ocasiones en Estados Unidos, Chile, Perú, Colombia y Brasil. El gobierno de Argentina lo solicitaba en extradición. Fue condenado a 40 años de prisión en Estados Unidos.

### Vínculos familiares
Su hermana Claudia Patricia Herrera Zuleta fue la primera esposa de Carlos Lehder, del Cartel de Medellín, y su hermano Gustavo Herrera Zuleta ayudó a Ledher a establecer una escala en Bahamas, para el tráfico de cocaína. Se decía que Hélmer 'Pacho' Herrera, miembro de Cartel de Cali, era su hijo no reconocido.